# Morane-Saulnier MS.406
Il Morane-Saulnier MS.406 era un caccia monomotore ad ala bassa prodotto dall'azienda francese Morane-Saulnier alla fine degli anni trenta.
Era il più diffuso tra i caccia in forza all'Armée de l'air nelle prime fasi della seconda guerra mondiale, ma risultava sottopotenziato, debolmente armato e corazzato rispetto ai suoi contemporanei, deficienze rese palesi nei combattimenti effettuati contro i Messerschmitt Bf 109 E della Luftwaffe durante la battaglia di Francia. Se durante le prime fasi della seconda guerra mondiale, quelle definita finta guerra, poteva sufficientemente assolvere ai suoi compiti di difesa aerea, quando nel 1940 l'invasione da parte della Germania nazista divenne reale furono ben 387 gli apparecchi abbattuti, o persi per altri motivi, contro 183 nemici, più del doppio.
Ottenne invece un discreto successo in Finlandia, conosciuto come Mörkö Morane e frutto di un aggiornamento tecnico locale, che venne impiegato nella guerra contro l'Unione Sovietica e in Svizzera, anche in questo caso con una evoluzione locale, che rimasero in servizio attivo nella sua versione più recente fino al 1959.
Nelle unità della finlandese Suomen ilmavoimat i Morane MS.406, inquadrati nell'unità HLeLv 28, si aggiudicarono 118 vittorie aeree, nel periodo 30 novembre 1939-4 settembre 1944. Le perdite totali furono di 39 aerei (ma il HLeLv 28 aveva in servizio anche i Bf 109 G).
I DoFlug svizzeri (D-3800, D-3801 e il post bellico D-3802) mostrarono che questo aereo avrebbe potuto diventare, se la resa della Francia non ne avesse precluso lo sviluppo, un ottimo velivolo.

## Storia

### Sviluppo
L'MS.406, il più conosciuto della serie, nasce da una specifica richiesta del Service technique de l'aéronautique effettuata nel 1934 con la quale richiedeva la presentazione di un prototipo di aereo da caccia di concezione moderna, al quale venne assegnata la provvisoria denominazione C1, un monoplano dotato di carrello d'atterraggio completamente retrattile, destinato a integrare e progressivamente sostituire i caccia allora in dotazione all'Armée de l'air. Alla richiesta la Morane-Saulnier rispose con il suo MS.405.

#### MS.405
L'MS.405, prototipo capostipite di una serie di caccia, venne progettato e realizzato tra il 1934 e il 1935. Era un monoplano caratterizzato da una corta fusoliera a costruzione mista, in tubi saldati in duralluminio sovrapposti da pannelli di un materiale misto formato da legno e metallo, il plymax, che consisteva nell'unione di sottili fogli di duralluminio integrati nei pannelli di compensato. L'ala bassa montata a sbalzo integrava, come da specifiche richieste, il carrello d'atterraggio anteriore completamente retrattile integrato posteriormente da un ruotino d'appoggio. Posteriormente la fusoliera terminava in una tradizionale coda a impennaggio monoderiva.
Per la propulsione era stata scelta l'ultima evoluzione disponibile dei motori aeronautici 12 cilindri a V della francospagnola Hispano-Suiza, l'Hispano-Suiza 12Y-grs da 860 CV (640 kW), abbinato a un'elica Chauvière a doppio passo. In questa configurazione il prototipo volò per la prima volta l'8 agosto 1935.
L'esperienza della Morane-Saulnier nella costruzione di aerei da combattimento risaliva ormai alla prima guerra mondiale, alla fine della quale l'azienda si era concentrata solo su progettazioni a uso civile, così che l'MS.405 risultava essere il primo aereo da caccia progettato dall'azienda francese da oltre vent'anni, il primo che avesse in assoluto una simile configurazione alare, un abitacolo chiuso e un carrello retrattile. Precedentemente i modelli di concezione più moderna che avevano progettato e prodotto erano con ala alta a parasole e carrello fisso.
Probabilmente anche per questo motivo lo sviluppo del nuovo caccia proseguì con estrema lentezza tanto che un secondo prototipo, dotato della più potente versione 12Y-crs da 900 CV (670 kW), non fu pronta per il volo prima del 20 gennaio 1937, più di un anno e mezzo più tardi. Con il nuovo motore le prestazioni migliorarono arrivando alla velocità massima di 481 km/h, abbastanza veloce da garantirgli un ordine di 16 nuovi esemplari di pre-produzione aggiornati all'ultima specifica.

#### MS.406
Al risultato di questi ultimi cambiamenti fu assegnata la nuova denominazione MS.406. Esso si differenziava dal precedente per due principali caratteristiche: un'ala dal peso ridotto e un radiatore retrattile posizionato sotto la fusoliera. Il motore era una nuova evoluzione più potente del precedente V12 Hispano-Suiza, il 12Y-31 da 860 CV (640 kW) che abbinato alle migliorie costruttive facevano guadagnare 8 km/h in velocità massima rispetto all'MS.405, permettendogli di raggiungere i 489 km/h. L'armamento consisteva in un cannone Hispano-Suiza HS.9 da 20 mm, o in alternativa un HS.404 sempre da 20 mm, dotato di caricatore da 60 colpi e montato per sparare attraverso il mozzo dell'elica, e due mitragliatrici MAC 1934 da 7,5 mm, una per ogni semiala, dotate di caricatori da 300 colpi. Le MAC 1934, pur essendo delle ottime mitragliatrici aeronautiche, tendevano a bloccarsi per il gelo oltre i 6 000 m di quota, inconveniente successivamente risolto adottando un apposito impianto di riscaldamento nelle ali.

#### MS.410
Nel 1939, mentre l'MS.406 entrava in servizio attivo, venne pianificato un lavoro di sviluppo del progetto originale. Le migliorie si concentrarono sull'ala, sostituita con una di più robusta fabbricazione, sull'adozione di un più semplice radiatore fisso in luogo di quello retrattile, sull'armamento alare, passato da 2 cartucciere a tamburo a 4 caricatori a nastro, e infine dall'adozione di un diverso collettore di scarico che aumentarono l'efficienza del motore e che consentirono all'MS.410 di raggiungere i 509 km/h, con un incremento di 20 km/h rispetto al predecessore.
La produzione ebbe inizio poco prima della caduta della Francia, causando l'arresto della produzione dopo essere riusciti a completare solo 5 esemplari. Successivamente la produzione riprese sotto il controllo tedesco effettuando la conversione dei precedenti MS.406 al nuovo standard, ma su molti di questi venne limitata alla sola sostituzione alare.

#### MS.411, MS.412
Venne realizzata una nuova evoluzione partendo dal dodicesimo esemplare di pre-produzione al quale venne applicata l'ala dell'MS.406 ed una versione più potente del motore Hispano-Suiza, il 12Y-45 da 1 000 CV (735 kW). A questa versione, a cui venne data la denominazione MS.411, ne seguì un'altra, la MS.412, alla quale venne applicato il più potente 12Y-51 da 1 050 CV (772 kW) ma che non riuscì a essere completata entro la fine del conflitto.

#### MS.450
Nel 1939, furono disponibili i prototipi dell'ultima evoluzione di motori della serie 12 cilindri a V dell'azienda francospagnola, l'Hispano-Suiza 12Z da 1 300 CV (956 kW), utilizzato dalla Morane-Saulnier su una cellula modificata di un MS.410 e che grazie a questo assunse la nuova denominazione MS.450. Così motorizzato, l'MS.450 ebbe un notevole incremento nelle prestazioni, specialmente ad alta quota, questo grazie all'adozione nel nuovo motore di un compressore monostadio. Tuttavia il motore non entrò in produzione prima della resa della Francia ai tedeschi, i quali ritennero più proficuo utilizzarlo nei pari ruolo Dewoitine D.523/D.551, evoluti nello stesso modo dal precedente Dewoitine D.520, giudicati migliori dell'MS.450.

#### Altre varianti
La struttura di base dell'MS.406 fu usata per la realizzazione di altri progetti.
Il Morane-Saulnier MS.430 era un biposto da addestramento che adottava una cabina di pilotaggio maggiorata in tandem ed era spinta da un motore radiale Salmson 9Ag da 390 CV (287 kW) abbinato a un'elica bipala.
Il Morane-Saulnier MS.435 era uno sviluppo dell'MS.430 dotato del più potente radiale Gnome-Rhône 9K da 550 CV (405 kW).

#### Varianti svizzere

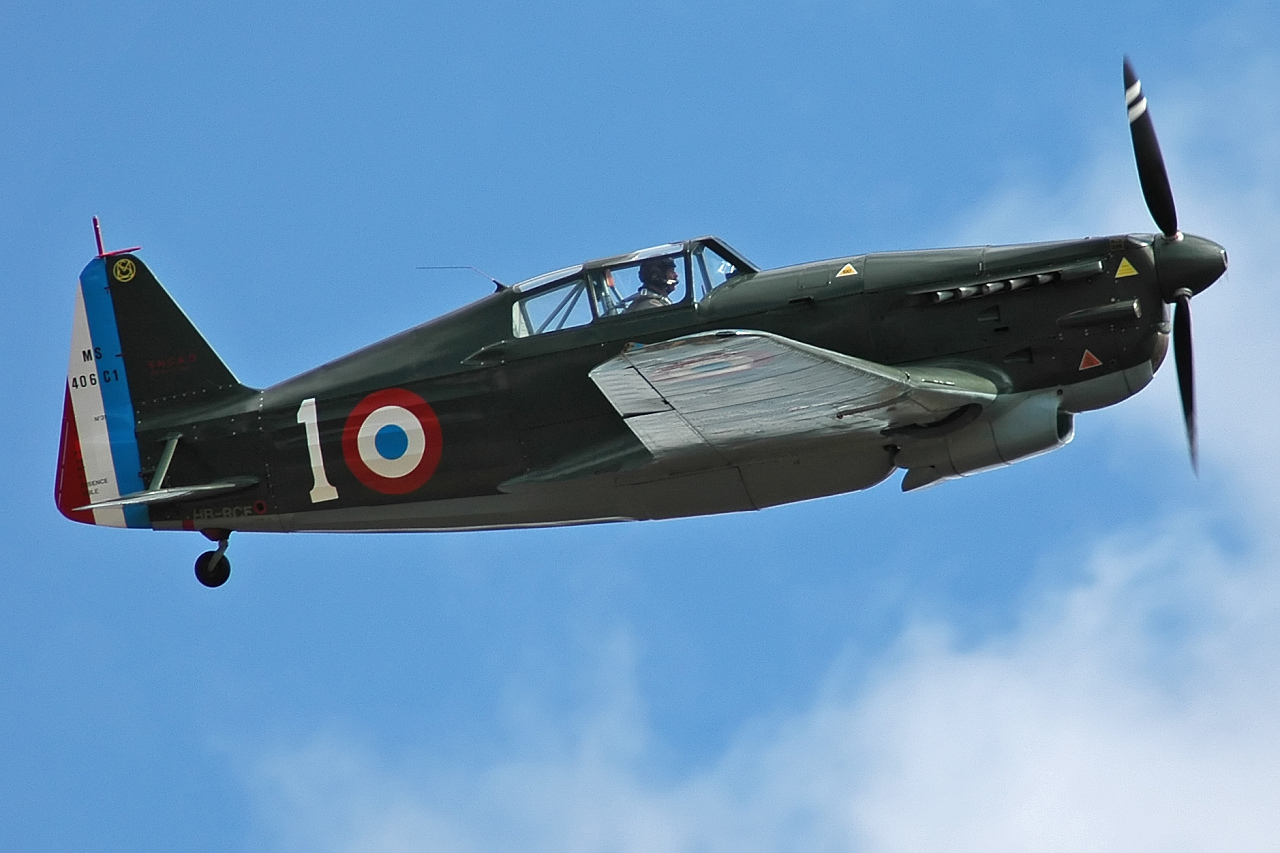
Il Morane-Saulnier D-3801 J-143 dell'Association Morane Charlie-Fox

##### D-3800
Nel 1938, la Svizzera acquisì l'autorizzazione per produrre localmente l'MS.406 al quale venne fornita la nuova denominazione D-3800. La Morane-Saulnier approntò due degli esemplari di preproduzione MS.405, modificati con l'ala e il motore 12Y-31 da 860 CV (640 kW) adottati dall'MS.406, che per l'occasione ridenominò MS.406H. In questa configurazione inviò i due esemplari alla fine del 1938 e all'inizio del 1939.
La preproduzione iniziò con un lotto di 8 esemplari dall'EKW che adottarono motori costruiti dalla Saurer accoppiati a una nuova elica Esher-Wyss EW-V3 a passo variabile. La strumentazione venne rimpiazzata da una di produzione locale, così come i caricatori delle MAC 43 passati dal sistema a tamburo a quello a nastro eliminando così i rigonfiamenti sull'ala della versione francese. A questi venne fatto seguire un ordine di altri 74 esemplari consegnati tutti entro l'agosto 1940. Successivamente, nel 1942, ne vennero assemblati altri due esemplari utilizzando pezzi di ricambio originariamente destinati alla manutenzione della produzione originale.
Durante il 1943 i due esemplari originali vennero modificati sostituendo gli originali impianti idraulici e di raffreddamento con quelli di produzione locale e adottando un nuovo tipo di collettori di scarico per il motore. Queste modifiche li portarono allo stesso standard dei D-3800 di serie, rendendoli identici con la sola eccezione dell'originale motore Hispano-Suiza. Dopo il 1945 gli esemplari ancora operativi vennero utilizzati come addestratori fino alla loro radiazione nel 1954.

##### D-3801
La Svizzera ricevette anche l'unico esemplare dell'MS.412 semicompleto il quale venne terminato con la strumentazione, elica ed armamenti standard dei D-3800. In questa configurazione ne venne avviata la produzione nel 1941 con la denominazione D-3801 conclusa nel 1945 dopo la realizzazione di 207 esemplari, successivamente integrati, tra il 1947 ed il 1948, con altri 17 esemplari assemblati utilizzando pezzi di ricambio. Il D-3801 rimase in servizio come addestratore e aereo da traino fino al 1959.
Dai D-3800 e D-3801 verrà in seguito sviluppato il Doflug D-3802.

#### Varianti finlandesi

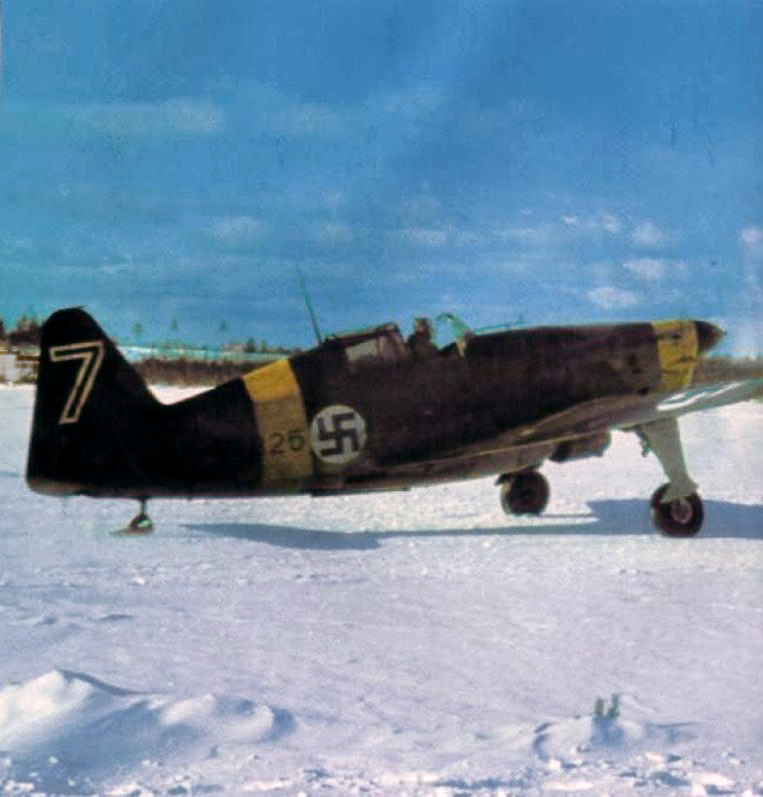
Un Mörkö-Morane MS.406 con la livrea della Ilmavoimat, la forza aerea finlandese

##### Mörkö-Morane MS.406
I Mörkö-Morane MS.406 erano il risultato di una conversione, operata in Finlandia, utilizzando le cellule originali ed equipaggiandole con i motori di produzione sovietica Klimov M-105P abbinati all'elica VTSh-61P. Questi furono disponibili dopo essere stati catturati dalle armate della Wehrmacht durante l'avanzata sul fronte orientale ed erano stati offerti ai finlandesi per la loro compatibilità con gli MS.406, in quanto l'M-105 era uno sviluppo sovietico dell'Hispano-Suiza 12Y con cui erano motorizzati in origine.
I modelli, citati anche come Morane-Saulnier Mörkö, sono noti più diffusamente con il soprannome LaGG-Morane in quanto gli M-105 sequestrati erano destinati a equipaggiare i caccia sovietici Lavochkin Gorbunov Gudkov LaGG-3.
I motori russi M-105PS, con un cannone montato tra le bancate dei cilindri, erano stati catturati in grandi quantità durante la guerra d'inverno, e l'utilizzo dei nuovi propulsori non creò problemi di adattamento. Il caccia modificato compì il suo primo volo il 25 gennaio 1943 e i risultati andarono oltre ogni aspettativa. La versione finlandese era più veloce del modello originale francese di 40 km/h e la tangenza operativa era salita da 10 000 a 12 000 metri. Furono immediatamente avviati i lavori per convertire tutti i restanti MS.406 e 410 con il motore sovietico da 1 100 hp. Ma ciò richiedeva tempo e i primi aerei di questo tipo cominciarono a essere consegnati agli Hävittäjälentolaivue (HLe.Lv.), i reparti da caccia della Suomen ilmavoimat, solo nel luglio/agosto 1944. L'intero programma di rimotorizzazione non venne completato prima del marzo 1945. 

### Impiego operativo
Allo scoppio della guerra, il MS.406 equipaggiava 16 Groupes de Chasse e tre Escadrilles in Francia e oltremare, e 12 dei Groupes entrarono in azione contro la Luftwaffe. Nei combattimenti contro gli aerei tedeschi, il caccia francese dimostrò di essere molto maneggevole e di poter sopportare anche pesanti danneggiamenti, ma era surclassato dai Bf 109 e le perdite subite furono pesanti (150 aerei caduti in combattimento e 250-300 persi per altre cause). 

Esemplare la storia del GC III/7. Il 15 maggio, nove Morane di questa unità incapparono in una dozzina di 109 Bf su Mézières. I Messerschmitt rimasero a qualche migliaio di piedi sopra i loro avversari francesi e si lanciarono in picchiata per attaccare, per poi salire in cabrata e ripetere l'attacco. Tre M.S.406 caddero in fiamme e un solo pilota si lanciò con il paracadute, gravemente ferito. Un quarto Morane, crivellato di proiettili, si fracassò compiendo un atterraggio di fortuna a Soissons. Un altro M.S. 406 atterrò miracolosamente da solo, a carrello retratto, con il pilota, il Sergente Deshons, svenuto per le ferite alla testa. Sei giorni dopo, il 21 maggio, 17 Morane della stessa unità, su Compiègne, intercettarono 50 Dornier Do 217 scortati da altrettanti Bf 109. Prima che i Morane potessero sparare un singolo colpo, i Messerschmitt li attaccarono e ne abbatterono quattro quasi contemporaneamente. Altri due caccia francesi furono così gravemente danneggiati da non poter essere riparati. Da parte loro, i piloti francesi rivendicarono l’abbattimento di due Bf109. 

## Utilizzatori
Bulgaria
- Vazhdushnite na Negovo Velichestvo Voiski

20 esemplari sembra destinati al Regno di Bulgaria nel 1942.
 Repubblica di Cina
- Chung-Hua Min-Kuo K'ung-Chün

12 esemplari ordinati nel 1938 inviati via nave a Haiphong, catturati e dirottati alla Escadrille EC 2, che combatté contro Giappone e Thailandia nel dicembre 1940. Uno o due esemplari riuscirono ad arrivare alle forze aeree repubblicane cinesi.
 Croazia
- Zrakoplovstvo Nezavisne Države Hrvatske

 Finlandia
- Suomen ilmavoimat

 Francia
- Armée de l'air

 Francia di Vichy
- Armée de l'air de l'armistice

 Germania
- Luftwaffe (prede di guerra)

 Italia
- Regia Aeronautica (prede di guerra)

 Lituania
- Karinės Oro Pajėgos

ordinati 13 esemplari, nessuno dei quali consegnato.
 Polonia
- Siły Powietrzne

dopo l'iniziale ordine evaso non fu più possibile evadere l'ordine a causa dell'invasione tedesca del territorio polacco.
 Svizzera
- Forze Aeree Svizzere

 Turchia
- Hava Müsteşarlığı

45 esemplari consegnati.
 Thailandia
- Kongthap Akat Thai

(preda di guerra)
 Jugoslavia
- Jugoslovensko kraljevsko ratno vazduhoplovstvo i pomorska avijacija

ordinati 25 esemplari, nessuno dei quali consegnato a causa dell'invasione tedesca del territorio francese.